# Конструисање
Конструисање је креативни процес који се одвија по узастопним етапама при чему се полази од идеје а на крају се добија конструкционо технолошка документација за производњу машинског система. То је процес трансформације идеје у пројекат као основе за производњу. Циљ конструисања је да за техничке проблеме налази оптимална решења, односно да испуни све захтеве везане за производњу, експлоатацију и рециклажу, а да при томе машински систем буде конкурентан на тржишту. 